# Auzatellodes desquamata
Auzatellodes desquamata är en fjärilsart som beskrevs av Embrik Strand 1917. Auzatellodes desquamata ingår i släktet Auzatellodes och familjen sikelvingar. Inga underarter finns listade i Catalogue of Life.